# ۱۴ جمادی‌الثانی
۱۴ جمادی‌الثانی، چهاردهمین روز از ماه جمادی‌الثانی در تقویم هجری قمری است.
در تقویم هجری قمری قراردادی این روز صد و شصت و دومین روز سال است.

## درگذشتگان
- ۵۸۶ - محیی‌الدین شهرزوری قاضی، کاتب و شاعر عربی عراقی.
- ۱۳۰۶ - آگوستین عازار، کشیش مارونی، نویسنده و شاعر سوری.
- ۱۴۰۷ - حسین سیاغی فقیه، زبان‌شناس نحوی، تاریخ‌پژوه، سیاستمدار و دانش‌یار یمنی.